# Danny Green
Daniel Richard Green Jr. (North Babylon, Nueva York; 22 de junio de 1987) es un exjugador de baloncesto estadounidense que disputó quince temporadas en la NBA. Con 1,98 metros de altura, jugaba en la posición de escolta. 
Se retiró habiendo ganado tres anillos de campeón, siendo uno de los cuatro jugadores de la historia, junto con Frank Saul, Steve Kerr y Patrick McCaw, en ganar dos campeonatos consecutivos en dos equipos diferentes, y uno de los cuatro, junto a John Salley, Robert Horry y LeBron James, en ganar un anillo con tres equipos diferentes.

## Trayectoria deportiva

### Universidad
Tras haber disputado en 2005, en su etapa de high school, el prestigioso McDonald's All-American Game, jugó durante cuatro temporadas con los Tar Heels de la Universidad de Carolina del Norte en Chapel Hill, en las que promedió 9,5 puntos y 4,1 rebotes por partido. En su última temporada fue elegido en el mejor quinteto defensivo de la Atlantic Coast Conference. Es el único jugador en la historia de la ACC en conseguir al menos 1000 puntos, 500 rebotes, 250 asistencias, 150 triples, 150 tapones y 150 robos de balón. Además es el único jugador de la historia de los Tar Heels en conseguir 100 o más tapones y triples.
En su temporada júnior, junto con Tyler Hansbrough y Wayne Ellington, formaron el segundo mejor trío de anotadores de la historia de North Carolina, anotando 1.976 puntos conjuntos, solo por detrás de los 2.051 que lograron Antawn Jamison, Shammond Williams y Vince Carter en la temporada 1997-98.
En su última temporada se proclamó campeón de la NCAA con su equipo, tras derrotar en la final a Michigan State por 89-72, en un partido en el que consiguió 6 puntos y 4 asistencias.

#### Estadísticas
| Año     | Equipo         | PJ  | PT | MPP  | %TC  | %3P  | %TL  | RPP | APP | ROB | TPP | PPP  |
| ------- | -------------- | --- | -- | ---- | ---- | ---- | ---- | --- | --- | --- | --- | ---- |
| 2005–06 | North Carolina | 31  | 0  | 15.3 | .433 | .355 | .792 | 3.7 | 1.1 | .7  | 1.0 | 7.5  |
| 2006–07 | North Carolina | 37  | 0  | 13.6 | .411 | .296 | .848 | 2.8 | 1.1 | .6  | .7  | 5.2  |
| 2007–08 | North Carolina | 39  | 1  | 22.3 | .469 | .373 | .873 | 4.9 | 2.0 | 1.2 | 1.2 | 11.5 |
| 2008–09 | North Carolina | 38  | 38 | 27.4 | .471 | .418 | .852 | 4.7 | 2.7 | 1.8 | 1.3 | 13.1 |
| Total   | Total          | 145 | 39 | 19.9 | .455 | .375 | .845 | 4.1 | 1.8 | 1.1 | 1.1 | 9.4  |

### Profesional

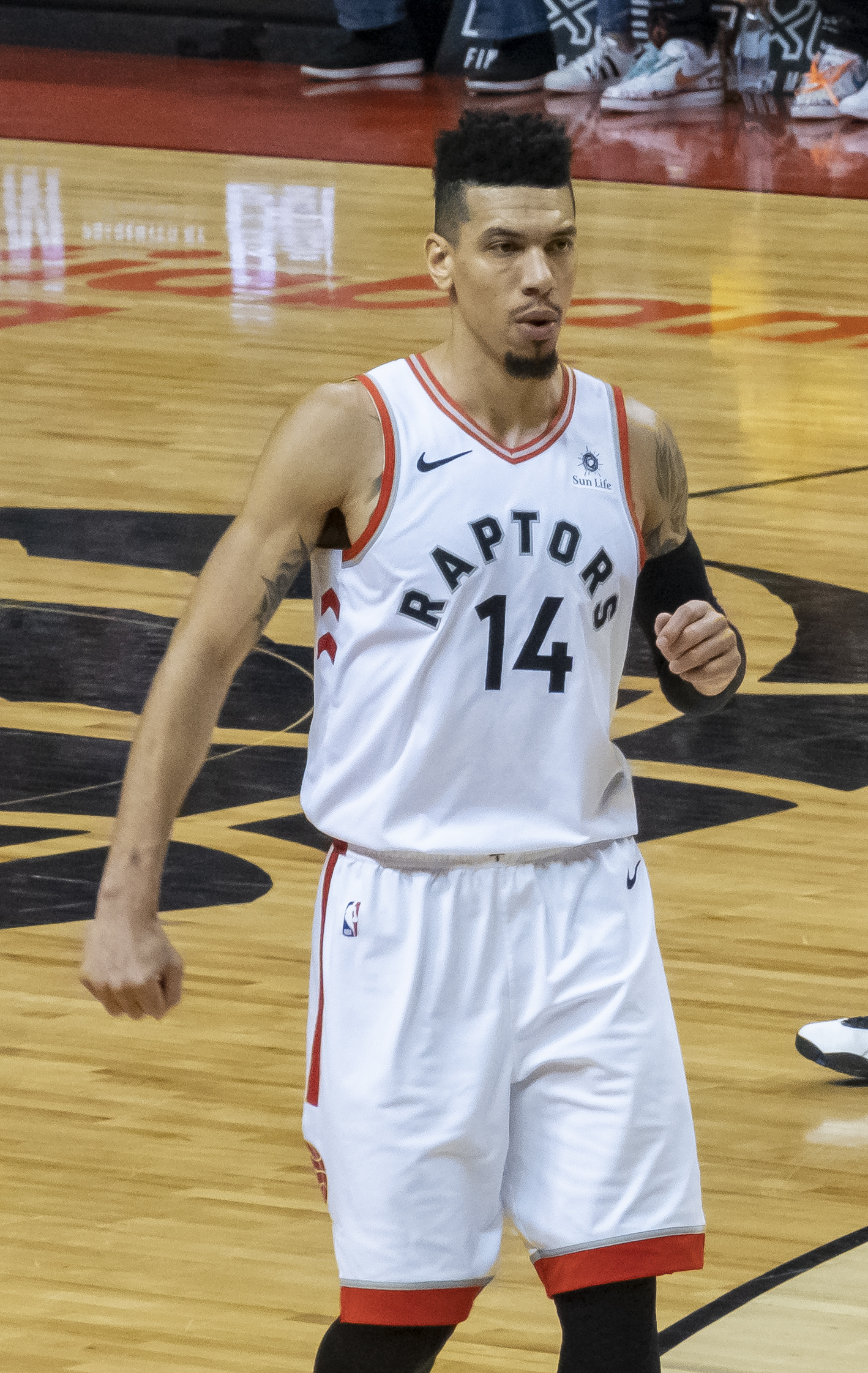
Green con los Raptors en 2019.

#### Cleveland Cavaliers
Fue elegido en la cuadragésimo sexta posición del Draft de la NBA de 2009 por Cleveland Cavaliers, con los que firmó contrato en agosto de 2009. Debutó como profesional ante Miami Heat el 12 de noviembre, jugando apenas medio minuto en el que no consiguió anotar.

#### San Antonio Spurs
El 17 de noviembre de 2010 fichó como agente libre por San Antonio Spurs.
En agosto de 2011, tras anunciarse el lockout de la NBA, el jugador anuncia vía Twitter su fichaje por el KK Union Olimpija esloveno, una vez finalizado el parón vuelve a la disciplina de San Antonio Spurs. 
en su cuarta temporada en San Antonio, fue el primer jugador que anota cinco triples sin fallo en unas series finales en toda la historia de la NBA (lo hizo en el segundo partido de la serie entre Spurs-Heat de la final de 2013). Además, en esa misma final, consiguió el récord de más triples en unas series de finales con 25, final que perdieron 3-4.
La temporada siguiente, consiguieron la revancha y vencieron en la final a Miami por 4-1, consiguiendo así su primer anillo de campeón NBA.

#### Toronto Raptors
En verano de 2018, tras nueve temporadas en San Antonio, se oficializa el traspaso a Toronto Raptors, junto a Kawhi Leonard, a cambio de DeMar DeRozan y Jakob Pöltl.
El 10 de noviembre de 2018, en un partido frente a los Knicks, Green alcanzó la cifra de 1000 triples en su carrera NBA.
El 13 de junio de 2019, con Toronto Raptors, se proclamó campeón de la NBA por segunda vez en su carrera.

#### Los Angeles Lakers
El 6 de julio de 2019, firma un contrato de $30 millones por 2 años con Los Angeles Lakers. El 11 de octubre de 2020 se proclama campeón de la NBA por tercera vez en su carrera tras vencer a Miami Heat en la final de la NBA, logrando ser el cuarto jugador, junto a John Salley, Robert Horry y LeBron James, en ganar un anillo con tres equipos diferentes.

#### Philadelphia 76ers
Al año siguiente, el 18 de noviembre de 2020, es traspasado a Oklahoma City Thunder a cambio de Dennis Schröder. Pero, inmediatamente, es traspasado a Philadelphia 76ers a cambio de Al Horford. En su primera temporada en Philadelphia disputó todos los encuentros como titular, 69.
En su segundo año sus minutos se redujeron, jugando únicamente 28 encuentros como titular de los 62 que disputó en total. Ya en postemporada, el 12 de mayo, el sexto encuentro de semifinales de conferencia ante los Heat, fue arrollado por su compañero Joel Embiid, quien le cayó encima al pelear por un rebote. Tras el percance tuvo que abandonar el encuentro, y se le diagnosticó rotura del ligamento cruzado y del ligamento colateral de la rodilla izquierda. Motivo por cual, no está clara su participación en la próxima temporada.

#### Memphis Grizzlies
Durante la noche del draft de 2022 es traspasado a Memphis Grizzlies junto a la elección 23 del draft, David Roddy, a cambio de De'Anthony Melton.

#### Regreso a Cleveland Cavaliers
El 9 de febrero de 2023 es traspasado a Houston Rockets en un intercambio entre tres equipos, pero tres días después el jugador y el equipo acordaron la rescisión del contrato. El 13 de febrero, Green aceptó un contrato de 2 millones por el resto de la temporada para regresar a los Cleveland Cavaliers, el equipo en el que comenzó su carrera NBA.

#### Regreso a Philadelphia y retirada
El 6 de septiembre de 2023, firma por una temporada con Philadelphia 76ers. Pero el 31 de octubre es cortado tras dos encuentros, para hacer espacio salarial en el equipo tras el traspaso de Harden a Clippers.
Tras una temporada sin jugar, el 10 de octubre de 2024, a los 37 años, anuncia su retirada como profesional tras 15 temporadas en la NBA y tres anillos de campeón.

## Estadísticas de su carrera en la NBA
|  | Denota temporadas en las que su equipo fue Campeón de la NBA |

### Temporada regular
| Año     | Equipo       | PJ  | PT  | MPP  | %TC  | %3P  | %TL   | RPP | APP | ROB | TPP | PPP  |
| ------- | ------------ | --- | --- | ---- | ---- | ---- | ----- | --- | --- | --- | --- | ---- |
| 2009-10 | Cleveland    | 20  | 0   | 5.8  | .385 | .273 | .667  | .9  | .3  | .3  | .2  | 2.0  |
| 2010-11 | San Antonio  | 8   | 0   | 11.5 | .486 | .368 | .000  | 1.9 | .3  | .3  | .1  | 5.1  |
| 2011-12 | San Antonio  | 66  | 38  | 23.1 | .442 | .436 | .790  | 3.5 | 1.3 | .9  | .7  | 9.1  |
| 2012-13 | San Antonio  | 80  | 80  | 27.5 | .448 | .429 | .848  | 3.1 | 1.8 | 1.2 | .7  | 10.5 |
| 2013-14 | San Antonio  | 68  | 59  | 24.3 | .432 | .415 | .794  | 3.4 | 1.5 | 1.0 | .9  | 9.1  |
| 2014-15 | San Antonio  | 81  | 80  | 28.5 | .436 | .418 | .874  | 4.2 | 2.0 | 1.2 | 1.1 | 11.7 |
| 2015-16 | San Antonio  | 79  | 79  | 26.1 | .376 | .332 | .739  | 3.8 | 1.8 | 1.0 | .8  | 7.2  |
| 2015-16 | San Antonio  | 68  | 68  | 26.1 | .376 | .332 | .739  | 3.8 | 1.8 | 1.0 | .8  | 7.2  |
| 2016-17 | San Antonio  | 68  | 68  | 26.6 | .392 | .379 | .844  | 3.3 | 1.8 | 1.0 | .9  | 7.3  |
| 2017-18 | San Antonio  | 70  | 60  | 25.6 | .387 | .363 | .769  | 3.6 | 1.6 | .9  | 1.1 | 8.6  |
| 2018-19 | Toronto      | 80  | 80  | 27.7 | .465 | .455 | .841  | 4.0 | 1.6 | .9  | .7  | 10.3 |
| 2019-20 | L.A. Lakers  | 68  | 68  | 24.8 | .416 | .367 | .688  | 3.3 | 1.3 | 1.3 | .5  | 8.0  |
| 2020-21 | Philadelphia | 69  | 69  | 28.0 | .412 | .405 | .775  | 3.8 | 1.7 | 1.3 | .8  | 9.5  |
| 2021-22 | Philadelphia | 62  | 28  | 21.8 | .394 | .380 | .786  | 2.5 | 1.0 | 1.0 | .6  | 5.9  |
| 2022-23 | Memphis      | 3   | 0   | 14.3 | .273 | .375 | —     | 1.3 | .7  | .3  | .0  | 3.0  |
| 2022-23 | Cleveland    | 8   | 0   | 11.9 | .500 | .448 | 1.000 | 1.3 | .5  | .6  | .4  | 6.5  |
| 2023-24 | Philadelphia | 2   | 0   | 9.0  | .000 | .000 | .000  | 1.0 | .5  | .5  | .0  | .0   |
| Total   | Total        | 832 | 709 | 25.1 | .421 | .400 | .805  | 3.4 | 1.5 | 1.0 | .8  | 8.7  |

### Playoffs
| Año   | Equipo       | PJ  | PT  | MPP  | %TC  | %3P  | %TL  | RPP | APP | ROB | TPP | PPP  |
| ----- | ------------ | --- | --- | ---- | ---- | ---- | ---- | --- | --- | --- | --- | ---- |
| 2011  | San Antonio  | 4   | 0   | 1.8  | .333 | .250 | .000 | .3  | .5  | .3  | .3  | 1.3  |
| 2012  | San Antonio  | 14  | 12  | 20.6 | .418 | .345 | .700 | 3.2 | 1.1 | .5  | .7  | 7.4  |
| 2013  | San Antonio  | 21  | 21  | 31.9 | .446 | .482 | .800 | 4.1 | 1.5 | 1.0 | 1.1 | 11.1 |
| 2014  | San Antonio  | 23  | 23  | 23.0 | .491 | .475 | .818 | 3.0 | .9  | 1.4 | .7  | 9.3  |
| 2015  | San Antonio  | 7   | 7   | 29.1 | .344 | .300 | .667 | 3.1 | 2.1 | 1.0 | 1.0 | 8.3  |
| 2016  | San Antonio  | 10  | 10  | 26.7 | .462 | .500 | .667 | 3.1 | .7  | 2.1 | .8  | 8.6  |
| 2017  | San Antonio  | 16  | 16  | 27.2 | .405 | .342 | .571 | 3.6 | 1.4 | .6  | .9  | 7.8  |
| 2018  | San Antonio  | 5   | 5   | 20.6 | .267 | .250 | –    | 2.2 | .2  | .2  | .8  | 4.2  |
| 2019  | Toronto      | 24  | 24  | 28.5 | .342 | .328 | .913 | 3.6 | 1.1 | 1.3 | .5  | 6.9  |
| 2020  | L.A. Lakers  | 21  | 21  | 25.0 | .347 | .339 | .667 | 3.1 | 1.2 | 1.0 | .8  | 8.0  |
| 2021  | Philadelphia | 8   | 8   | 24.9 | .438 | .378 | —    | 2.6 | 2.6 | 1.1 | 1.0 | 7.0  |
| 2022  | Philadelphia | 12  | 12  | 26.6 | .404 | .408 | .000 | 3.1 | .8  | 1.0 | .3  | 8.6  |
| 2023  | Cleveland    | 4   | 0   | 9.9  | .200 | .250 | —    | 1.8 | .3  | .5  | .3  | .8   |
| Total | Total        | 169 | 159 | 25.3 | .404 | .388 | .745 | 3.2 | 1.2 | 1.0 | .7  | 7.9  |